# 广西香花藤
广西香花藤（学名：Aganosma kwangsiensis）是夹竹桃科香花藤属的植物，是中国的特有植物。分布于中国大陆的云南、广西等地，生长于海拔300米至1,300米的地区，常生长在疏林沟谷潮湿地、树上、山地密林中以及灌木丛中，目前尚未由人工引种栽培。

## 别名
石上羊奶树（广西那坡）；廖刀竹（广西凤山）

## 种下等级
- Aganosma kwangsiensis Tsiang